# Osojnica
Osojnica je naselje v Občini Žiri ob istoimenskem potoku, ki se v Starih Žireh izliva v Poljansko Soro.